# Messier 40
Messier 40 (w skrócie M40, również Winnecke 4, WNC4) – gwiazda optycznie podwójna, znajdująca się w gwiazdozbiorze Wielkiej Niedźwiedzicy.

## Historia odkrycia
Pierwszym udokumentowanym odkrywcą obiektu jest Charles Messier, który dokonał tego w roku 1764. Przeszukiwanie tego fragmentu nieba Messier rozpoczął sugerując się notatkami Jana Heweliusza. Nie znajdując tam jednak żadnej mgławicy, skatalogował zamiast niej, dla porządku, tę gwiazdę podwójną. Nieporozumienie dwóch astronomów zauważył i skomentował w 1966 roku John Mallas w liście do redakcji sierpniowego „Sky and Telescope”.
Obiekt został ponownie niezależnie odkryty w 1863 roku przez Friedricha Winnecke, poszukującego układów wielokrotnych.
Winnecke zmierzył odległość między składnikami na 49,2". W 1966 wyznaczona ponownie wynosiła 51,7", a w 1991 już 52,8". Obecnie wiadomo, że tak naprawdę M40 jest obiektem jedynie optycznie podwójnym, a nie, jak sądzono dawniej, układem blisko związanym grawitacją.

## Podstawowe dane
Jasności obserwowane tych dwóch gwiazd wynoszą 9 oraz 9,3m, a typy widmowe bliskie G0 oraz F8, odpowiednio.
Próby zmierzenia odległości do obu obiektów podjął się Richard Nugent w pracy opublikowanej w 2002 roku, studiując widma obu gwiazd, potem jasności absolutne i masy. Doszedł do niezbyt precyzyjnych wyników 1900 +/- 750 lat świetlnych (jaśniejszy składnik) i 550 +/- 230 lat świetlnych (ciemniejszy).
W 2018 roku, na podstawie pomiarów z sondy kosmicznej Gaia, opublikowano wartości paralaks obu tych gwiazd; obliczone na ich podstawie odległości wynoszą odpowiednio: 317,1 parseków (1034 lata świetlne) i 145,8 parseków (476 lat świetlnych).